# Денисова Раїса Никифорівна
Раїса Никифорівна Денисова (нар. 20 серпня 1926, Українська СРР, тепер Україна — 3 листопада 2013, село Литвинівка Білокалитвинського району Ростовської області, Російська Федерація) — радянська діячка, доярка колгоспу «Родина» Білокалитвинського району Ростовської області. Член Центральної Ревізійної комісії КПРС у 1971—1976 роках. Герой Соціалістичної Праці (22.03.1966).

## Життєпис
Трудову діяльність розпочала у 1941 році колгоспницею колгоспу імені Кірова Ростовської області.
У 1946 році переїхала на хутір Богураєв Білокалитвинського району Ростовської області, а потім в село Литвинівку, де її прихистила родина колгоспного коваля.
З 1946 року — доярка і заготівельниця корму для тварин колгоспу «Родина» села Литвинівки Білокалитвинського району Ростовської області.
Член КПРС з 1963 року.
Указом Президії Верховної Ради СРСР від 22 березня 1966 року за досягнуті успіхи в розвитку тваринництва, збільшенні виробництва молока Денисовій Раїсі Никифорівні присвоєно звання Героя Соціалістичної Праці з врученням ордена Леніна і золотої медалі «Серп і Молот».
У 1970 році закінчила Тарасовське сільське професійно-технічне училище Ростовської області.
З 1970 року — завідувачка молочно-товарної ферми колгоспу «Мир» Білокалитвинського району Ростовської області.
Потім — на пенсії в селі Литвинівка Білокалитвинського району Ростовської області. Померла 3 листопада 2013 року.

## Нагороди і звання
- Герой Соціалістичної Праці (22.03.1966)
- два ордени Леніна (22.03.1966; 10.03.1976)
- орден Дружби народів (13.03.1981)
- медалі
- почесна громадянка міста Біла Калитва та Білокалитвинського району Ростовської області (2003)